# Пауэрс, Майкл
Майкл Пауэрс (англ. Michael Powers), урождённый Майкл Мёрчисон (англ. Michael Murchison); 7 февраля 1952, Бейонн, Нью-Джерси, США — американский блюзовый гитарист, певец и автор песен. Номинант Blues Music Awards в номинациях «Лучший дебют» (2005), «Альбом современного блюза» (2005, 2007), «Исполнитель современного блюза» (2007), «Песня года» (2007) .

## Биография
Майкл Пауэрс родился в Бейонне, штат Нью-Джерси 7 февраля 1952 года в семье Джеймса и Дорис Мёрчисон. Его отец, моряк торгового флота, большую часть времени проводил вдали от дома, а его мать перенесла полиомиелит.  В его семилетнем возрасте мать подарила ему гитару, купленную за марки из катологов, а сосед по приходу Фрэнк Делио научил его настраивать гитару и дал первые уроки игры на ней . Лето Майкл проводил на табачных плантациях Северной Каролины, где вечерами слушал как блюзовые музыканты поют и играют на губной гармошке и гитаре. В старшей школе Пауэрс организовал собственную группу Apple Core Band, которая впоследствии выступала на разогреве у группы Steel Mill (Брюс Спрингстин) и блюзового певца Джеймса Коттона, который пригласил Майкла участвовать в гастролях на время летних каникул . Позднее Майкл стал участником группы The Ad Libs, на счету которой был даже большой хит «The Boy from New York City» 1964 года, добравшийся до 8 позиции в Billboard Hot 100. Затем в течение тринадцати лет Пауэрс был участником созданной им группы Moonbeam, которая выступала на разогреве у таких артистов, как Бо Диддли и Джеймс Браун .
С конца 1980-х возглавлял собственную группу Michael Powers and the Powder Keg, которая с 1989 года являлась резидентом клуба Terra Blues в Нью-Йорке (по состоянию на 2016 год оставалась таковой ). В 1990-е Пауэрс потерял ногу из-за диабета. В 1998 году группа выпустила за свой счёт альбом, не получившим большой популярности. Тем не менее, группа много гастролировала, как в США, так и в Европе. В 2004 году Пауэрс выпустил альбом Onyx Root, получивший отличную критику и две номинации на Blues Music Awards; со следующим альбомом Prodigal Son Пауэрс получил уже три номинации на высшую блюзовую награду. 
В 2010 году создал группу The Michael Powers Frequency Band. В 2011 году выпустил альбом Revolutionary Boogie в записи которого принял участие пианист Генри Батлер. С 2023 года управляет также группой Michael Powers’ Blues Heritage Band  , выступает по настоящее время. Живёт в Нью-Йорке. 
Игра Пауэрса на гитаре была описана газетой The Guardian как «сдержанная» и «свободная от более яростных приукрашиваний, характерных для многих потенциальных блюз-рокеров». Фрэнк Матейс из Acoustic Roots & Country Blues сказал, что Пауэрс был единственным гитаристом, который действительно напоминал ему Джими Хендрикса: «Он звучит как Мадди Уотерс если бы его гитаристом был Джими Хендрикс»  .

## Дискография
- 1998: Power Stomp (без лейбла, как Michael Powers and the Powder Keg)
- 2002: Live in Latvia (лейбл неизвестен)
- 2004: Onyx Root (Baryon Records)
- 2006: Prodigal Son (Baryon Records)
- 2007: Songs from Onyx Root (Crows Feet Records)
- 2011: Revolutionary Boogie (Zoho Roots)
- 2015: Pumping Hot Latin Blues Live (Comic Talent, как The Michael Powers Frequency Band)